# Pungangan (Limpung)
Pungangan is een bestuurslaag in het regentschap Batang van de provincie Midden-Java, Indonesië. Pungangan telt 2259 inwoners (volkstelling 2010).